# Dunajov
Dunajov is een Slowaakse gemeente in de regio Žilina, en maakt deel uit van het district Čadca.
Dunajov telt 1.171 inwoners.